# Delme de Catí
El  Delme de Catí, en la comarca del Alto Maestrazgo, provincia de Castellón, es un edificio catalogado como Bien de Relevancia Local, con la categoría de Monumento de interés local, con códigoː 12.02.042-020, por estar incluido en el expediente del Conjunto histórico artístico de Catí, que es tá catalogado a su vez como Bien de Interés Cultural.
También se le conoce como “La Torre”.
Se trata del edificio donde antiguamente se guardaba el diezmo del señor de la villa, y además fue punto de encuentro de los Consejeros de la Villa.

## Descripción
Se caracteriza por presentar una considerable altura en proporción con el resto de edificios del núcleo histórico de Catí, posiblemente de ahí el sobrenombre de “La Torre” como también se conoce a este edificio.
El edificio fue construido durante el siglo XIV siguiendo el estilo gótico, con esquinas reforzadas con sillares, y ventanales góticos. Existe documentación que acredita su uso como lugar de encuentro de los Consejeros de la Villa, que no disponían de una sede propia, en el 1333.
Durante el siglo XVIII se construyeron tres casas que dan al patio, lo cual modificó la estructura del edificio. Más tarde, ya en el siglo XIX y también durante el siglo XX se produjeron nuevas modificaciones fundamentalmente en su interior, al producirse cambios considerables en su uso. Es en esa época cuando se abre una puerta a la calle Mayor, mientras que la puerta principal había estado siempre en el callejón de la iglesia.
Junto a este edificio y formando un todo estaba el conocido como "forn vell". Dado que Ramón Castellano compró los derechos de Catí y de Morella, puede deducirse que como señor de la villa era el propietario tanto de “El Delme” como del “Forn Vell”.
Actualmente es difícil hacerse a la idea su utilidad original. Además, el edificio debía tener una zona para habitar como vivienda habitual, la cual recaería sobre la calle Mayor.